# Akera
Akera O.F. Müller, 1776 è un genere di molluschi gasteropodi. È l'unico genere della famiglia Akeridae e della superfamiglia Akeroidea.

## Tassonomia
Il genere comprende le seguenti specie:
- Akera bayeri Ev. Marcus & Er. Marcus, 1967
- Akera bullata O. F. Müller, 1776
- Akera julieae Valdés & Barwick, 2005
- Akera silbo Ortea & Moro, 2009
- Akera soluta (Gmelin, 1791)
- Akera spirata Staadt, 1913 †